# 拉脱维亚议会

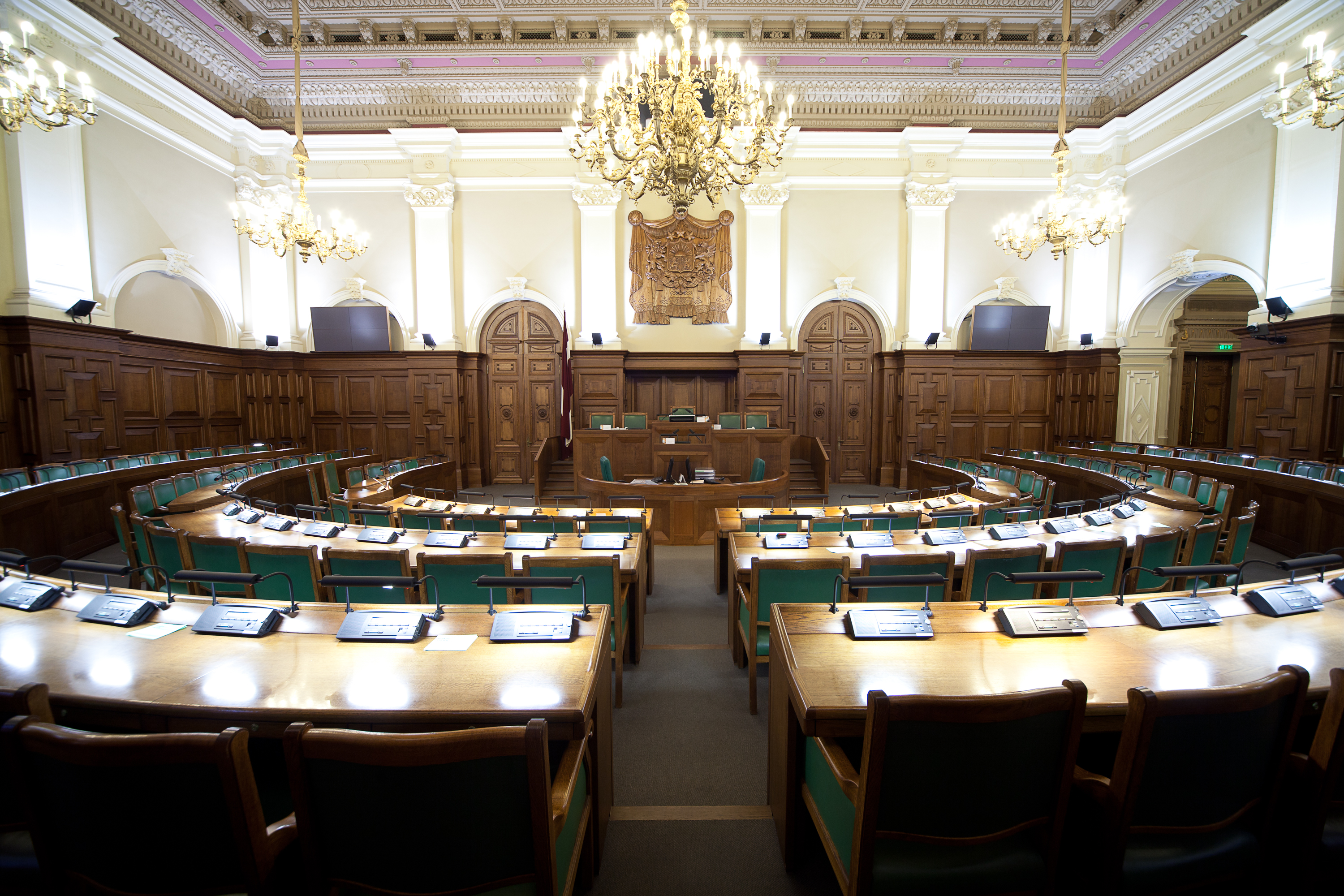
议会大厅

拉脱维亚共和国议会（發音：[ˈsai.ma]），拉脱维亚共和国一院制议会，有100名议会议员。以比例代表制选出，须获得至少5%的选票。选举定于每四年举行一次，通常在10月的第一个星期六。
单词“Saeima”，意思是“集会、会议、委员会”，由拉脱维亚法学博士尤里斯·阿伦南斯提出。它与立陶宛语的“Seimas”同样为源自波兰语的外来词。
拉脱维亚有五个选区：库泽梅（Kurzeme，13个代表）、拉特加尔（Latgale，15）、里加（30）、维泽梅（Vidzeme，27）和泽姆加尔（Zemgale，15）。

## 近期选举
- 2011年拉脱维亚议会选举[2]
- 2014年拉脱维亚议会选举
- 2018年拉脫維亞議會選舉
- 2022年拉脫維亞議會選舉

## 议长（1993年－）
| 姓名                                            | 任期                         | 政党                                |
| ----------------------------------------------- | ---------------------------- | ----------------------------------- |
| 安纳托利斯·戈尔布诺夫斯 （Anatolijs Gorbunovs） | 1993年7月6日－1995年11月7日  | 拉脱维亚道路                        |
| 伊尔加·克雷图塞 （Ilga Kreituse）               | 1995年11月7日－1996年9月26日 | 民主“主人”党                        |
| 阿尔弗雷德斯·舍帕尼斯 （Alfrēds Čepānis）       | 1996年9月26日－1998年11月3日 | 民主“主人”党                        |
| 雅尼斯·斯特劳梅 （Jānis Straume）               | 1998年11月3日－2002年11月5日 | 为了祖国与自由/拉脱维亚民族独立运动 |
| 英格丽达·乌德烈 (Ingrīda Ūdre)                  | 2002年11月5日－2006年11月7日 | 绿人与农民联盟（农民联盟）          |
| 因杜利斯·埃姆西斯                               | 2006年11月7日－2007年9月24日 | 绿人与农民联盟（绿党）              |
| 贡达尔斯·道泽 （Gundars Daudze）                | 2007年9月24日－2010年11月2日 | 绿人与农民联盟                      |
| 索尔维塔·阿波尔金娜 （Solvita Āboltiņa）        | 2010年11月2日－2014年11月4日 | 团结党（新时代党）                  |
| Ināra Mūrniece                                  | 2014年11月4日－2022年11月1日 | 民族聯盟                            |
| Edvards Smiltēns                                | 2022年11月1日－2023年9月20日 | 團結列表                            |
| Daiga Mieriņa                                   | 2023年9月20日起              | 綠人與農民聯盟                      |